# Halisarca ferreus
Halisarca ferreus är en svampdjursart som beskrevs av Patricia R. Bergquist och Kelly 2004. Halisarca ferreus ingår i släktet Halisarca och familjen Halisarcidae. Inga underarter finns listade i Catalogue of Life.